# Nuevo puente terrestre euroasiático

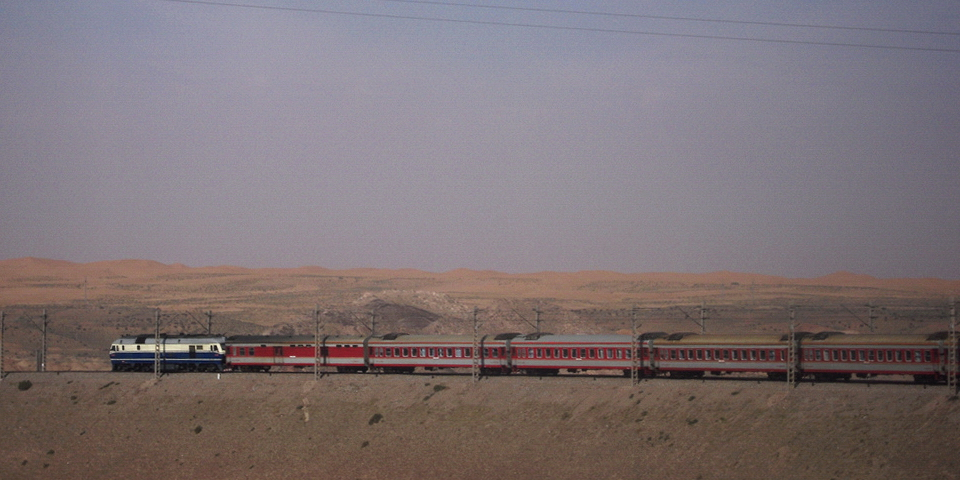
Línea de ferrocarril Lanzhou-Xinjiang, un tramo del Nuevo Puente de Tierra de Eurasia (también llamado Nuevo Puente Continental de Eurasia), que une China a Europa, cruzando a través de Kazajistán, Rusia y Bielorrusia.

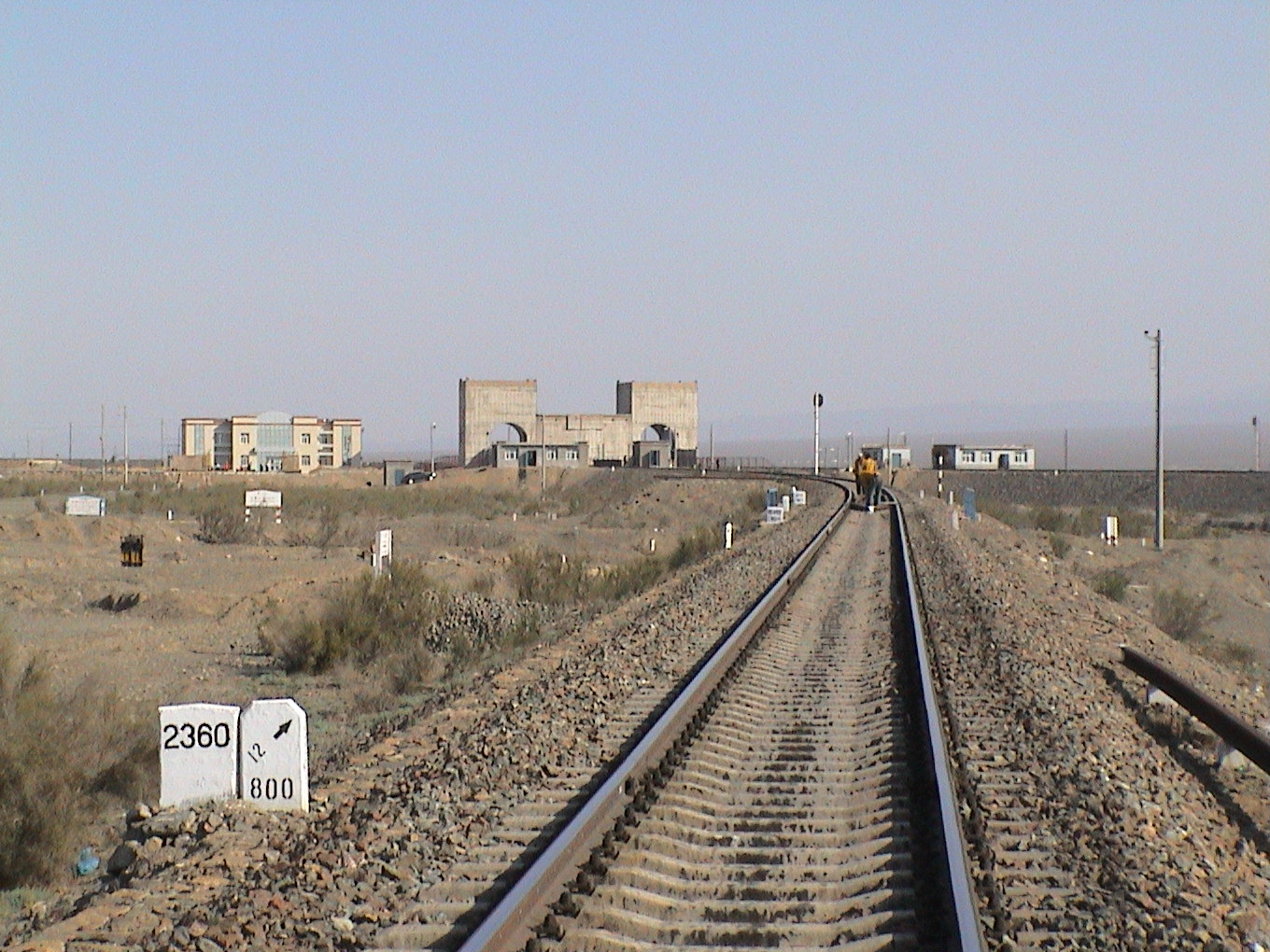
Terminal de la Ferrovía Lanxin en la Puerta de Zungaria, en el extremo occidental de China, donde el sistema ferroviario chino se conecta con la red de Kazajistán, en la ciudad fronteriza kazaja de Dostyk. Desde Kazajistán, las conexiones ferroviarias se extienden hacia Rusia.

El Nuevo puente terrestre euroasiático es también llamado el Segundo o Nuevo Puente Continental de Eurasia. Es la rama meridional de las conexiones ferroviarias del Puente terrestre euroasiático (también conocido como Nueva Ruta de la Seda) que se extienden a través de la República Popular China, atravesando Kazajistán, Rusia y Bielorrusia. El Puente de Tierra de Eurasia es el enlace ferroviario terrestre entre Asia Oriental y Europa.

## Rutas
Debido a una diferencia en el ancho de vía estándar utilizado en China y el ancho de vía ruso utilizado en los países de la antigua Unión Soviética, los contenedores deben ser físicamente trasladados entre los vagones de ferrocarril chinos y los kazajos, en la ciudad de Dostyk (en la frontera chino-kazaja) y otra vez en la frontera entre Bielorrusia y Polonia, donde el ancho de vía estándar, que es el utilizado en Europa occidental, comienza de nuevo. Esto se hace con camiones-grúa. Los medios de comunicación chinos a menudo afirman que el Nuevo Puente de Tierra de Eurasia se extiende desde Lianyungang (en la provincia de Jiangsu, en la costa del Mar de China Oriental) a Róterdam, en Países Bajos, cubriendo una distancia de 11.870 kilómetros. Los informes de los medios de comunicación chinos no siempre especifican la ruta exacta utilizada para conectar las dos ciudades, pero parece que generalmente se refieren a la ruta que pasa por Kazajistán.
En algún momento, todo el transporte ferroviario de mercancías desde China, a través del Puente de Tierra de Eurasia, debe pasar al norte del Mar Caspio, a través de Rusia. Una alternativa que se propuso, pasaría a través de Turquía y Bulgaria, pero cualquier ruta al sur del Mar Caspio debería necesariamente pasar a través de Irán.

## Flete
En 2013, los trenes de carga exprés ya estaban siendo utilizados por fabricantes como Hewlett-Packard para enviar productos desde las fábricas del interior de China, a través de las redes ferroviarias de Kazajistán, Rusia, Bielorrusia y Polonia hacia Europa. La Unión Aduanera Euroasiática reduce la necesidad de inspecciones, los retrasos y los hurtos de paquetes. El envío desde una fábrica ubicada en una ciudad en el centro o el oeste de China, tales como Chongqing o Chengdu, a los centros de distribución en Europa se realiza en unas 3 semanas. Esto es inferior a las 5 semanas requeridas por el transporte naval, sin embargo es 25% más caro. El transporte aéreo de mercancías, incluyendo el procesamiento, se realiza en alrededor de una semana, pero los costes son siete veces superiores a los del ferrocarril y, además, añade 30 veces más carbono a la atmósfera. Los contenedores son sellados y fuertemente custodiados. Guardias armados acompañan a los trenes. En Kazajistán, se proyecta un aumento del tráfico de mercancías en varios órdenes de magnitud, hasta 2020, desde miles a millones de contenedores de carga transportados anualmente.